# 2024年德国政府危机
2024年11月6日，時任德国总理奥拉夫·朔尔茨宣布将時任財政部長兼自民党黨魁克里斯蒂安·林德納解职。在此前，由社会民主党（以下簡稱社民黨）、聯盟90/綠黨（以下簡稱綠黨）和自由民主党（以下簡稱自民黨）組成的紅綠燈聯盟内部因国家經濟政策發生爭執，内部關係緊繃。林德纳解职後，自由民主党閣員全部辞职，這導致执政联盟破裂，留下由社民党和绿党组成的两党少数派政府。
一向被视为稳定的德国政坛首次出现了联合政府提前解体的局面，自民黨离开执政联盟导致执政联盟支持率再创新低，德国各党已同意于2025年2月23日進行國會選舉。对联合政府的信任動議在2024年12月16日举行，最終總理奧拉夫·朔爾茨未通過議會信任投票，執政聯盟瓦解。

## 背景
2021年德国联邦选举中，社民党成为德国第一大党，得票率25.71%，在國會736席中取得了206席。而绿党斩获了118个席位，绿党-社民党联合政府并未过半，最终决定邀请在國會中擁有92席的自民党組閣，形成当代德国首个三党联合政府，被称为“紅綠燈聯盟”。三党的共识在于均支持在未来实现環保主義，以及在文化问题上的进步主义立场。
紅綠燈聯盟雄心勃勃地给自己定下的目标：让德国成为气候保护领域的先锋、增建40万間公營住宅、将失业金转变为公民津贴、实现基本儿童福利保障、提高最低工资等。同时，自民党党魁林德纳也表示，政府也会致力讓私有领域的倡议、技术以及资本进一步的释放。此外新政府还将推进德国的数码化、改善教育机制、促进社会进阶以及推动社会政策的自由化。
然而該联合政府極不稳定，在经济问题上的冲突越发严重。社民党与绿党在经济上持中间偏左的立場，诉求大量资金用于社会政策和气候保护，而自民党在经济上属于诉求降低经济管控并严守财政平衡的中間偏右，这让德国需要足够的财政才能支持兑现诺言。外部性因素则彻底摧毁了这一可能，尤其是2022年俄罗斯入侵乌克兰带来的军事困境、能源问题、通货膨胀和难民危机。社会问题加剧讓三黨立場產生分歧：自民党主张暂停环境保护节省开支，而绿党和社民党主张暂停债务刹车以便于增加开支。自民党雖為聯盟中最小黨，但拒絕妥協。

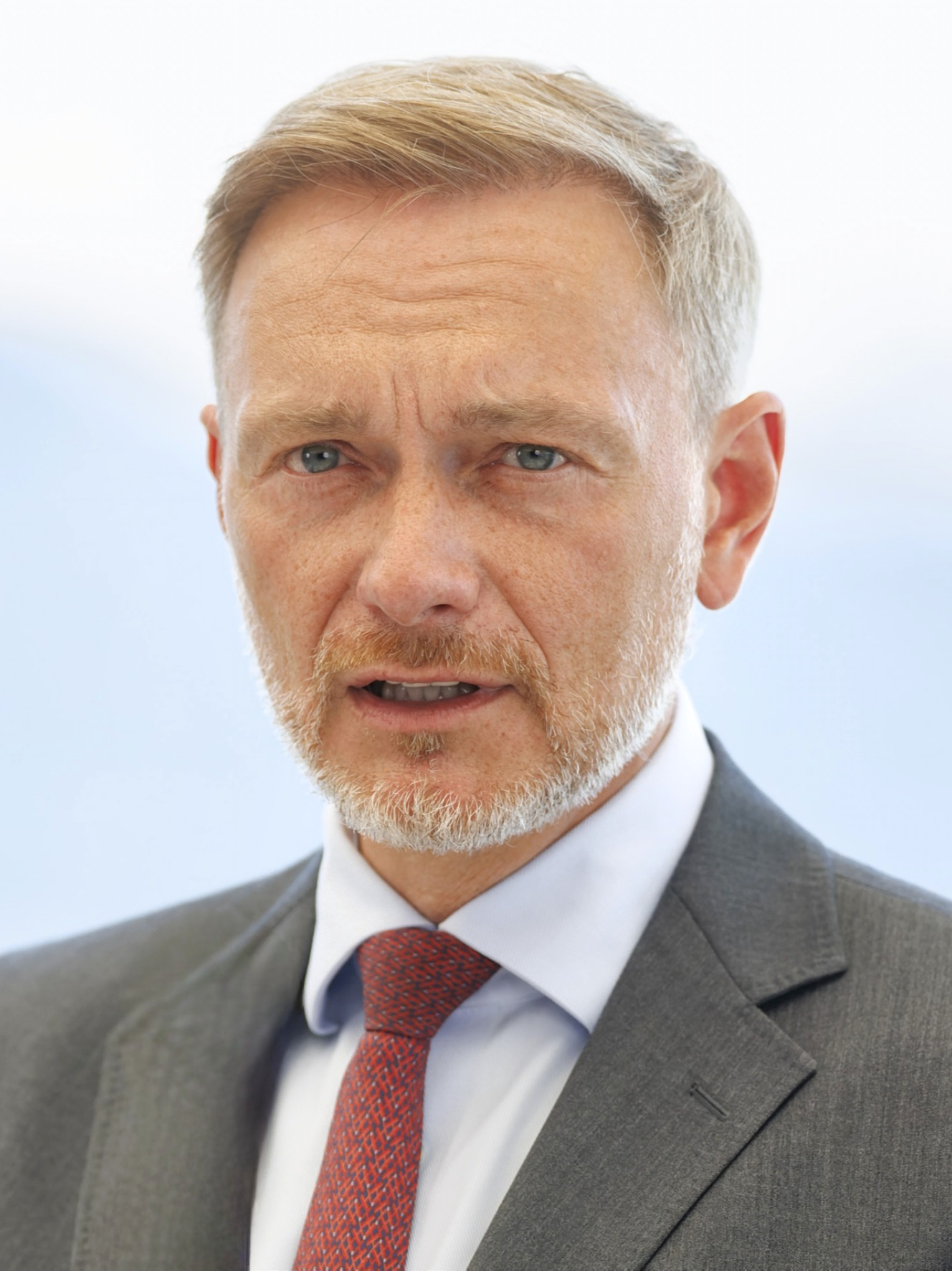
前財政部長兼自民党黨魁克里斯蒂安·林德納

2022年3月14日，联盟爆发首次危机。時任財政部長兼自民党黨魁克里斯蒂安·林德納计划推出汽油折扣，以應對油价飞涨。根据该计划，司机在加油站付款时将获得固定的价格折扣，政府将把这笔钱返还给加油站运营商，此事件因绿党强烈批评而未通过。此后，紅綠燈聯盟陷入长时间的内斗，几乎在每个问题上皆出現冲突。在政府正式解体之前，上述目標几乎完全没有兑现。在经济上，紅綠燈聯盟仅仅于2022年時通过了公共交通法案、10月提高最低工资、11月通过新失业救济法案。这些法案没能带来任何复苏。 此外，2022年7月，自由民主党爆发保时捷短信门，据《商报》报道，林德纳在一条短信中请求布鲁姆就电子燃料问题提供“论证支持”。林德纳和保时捷都希望确保使用合成燃料（电子燃料）的新内燃机汽车在 2035 年后仍可获准驾驶。自由民主党方面拒绝透露短信内容，理由是林德纳以自民党党魁而非联邦财政部长身份交流。
2023年11月，紅綠燈聯盟将未动用的债务收益（最初指定用于缓解COVID-19疫情）重新分配给其气候行动预算。然而德国联邦宪法法院宣布政府的部分预算政策违宪，指出联邦政府不得将应对新冠危机的资金用于气候保护。法院的裁决导致预算短缺600亿欧元，重新安排的预算征收机动车税和取消对农民的原油退税，又导致了2023年的德国农民抗议和对政府新的信任危机。此后，蕭茲和林德纳变得敌对，该计划由林德纳提出，并被曾任财政部长的蕭茲保证不会违宪。
无论是将房屋供暖系统从化石燃料转换为可再生能源的新立法，还是新的公民收入、维持债务刹车、修改移民法，紅綠燈聯盟均陷入了长期内斗，未有解决经济危机的方法。这也导致紅綠燈聯盟成为最不受欢迎的政府，反对党基民盟/基社盟（以下簡稱聯盟黨）、德國另類選擇黨（以下簡稱選擇黨）以及理性和公正获得极高支持率，2024年11月数据显示，聯盟黨支持率甚至大于红绿灯三党之和。
三党均遭受支持率剧烈下跌带来的惨败，在2024年圖林根、薩克森與勃蘭登堡邦的选举中，社民黨在圖林根與薩克森創下歷史最差表現，僅獲6席與10席，僅在勃蘭登堡表現良好，綠黨遭遇空前挫敗，失去所有三個邦的議會席次，無法參與任何邦政府，自民党更是慘敗，無一席次入議，且得票率在部分地區低於1%。在這三個邦，極右派的選擇黨與極左派的理性和公正獲得了大量支持。紅綠燈聯盟糟糕的邦選舉結果反映了對他們在聯邦層面的表現的不滿。
自民党希望退出联盟，但于2024年1月1日在黨內調查中，52%的有选举权的自民党党员仍支持待在联盟內。

## 危机爆发

### 經濟政策分歧

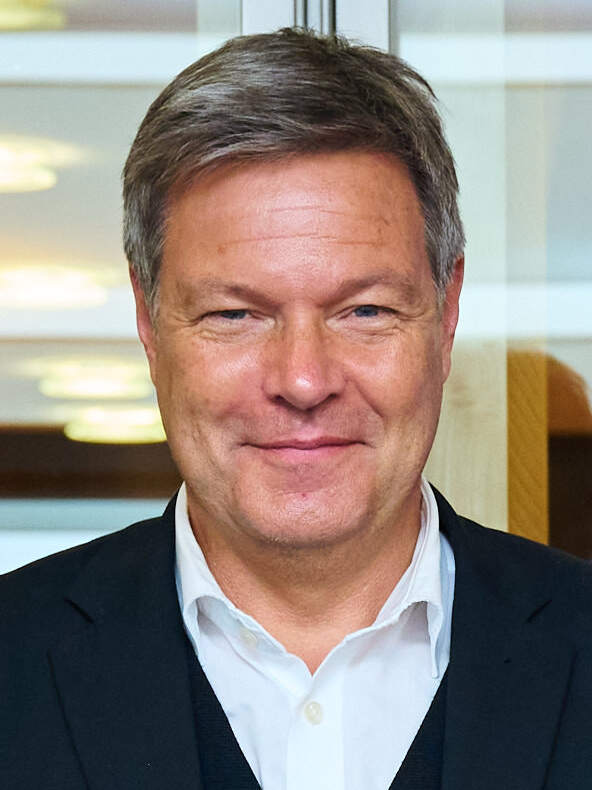
副總理、經濟及能源部長兼綠黨領袖羅伯特·哈貝克

在德國經濟持續疲軟的背景下，紅綠燈聯盟推出了增長計劃，但很快便遭質疑無法應對當前困境。時任副總理、經濟及能源部長兼綠黨領袖羅伯特·哈貝克坦言：「這遠遠不夠，我們需要更大規模的行動。」
於是在2024年10月月23日，哈貝克發布《經濟更新——現代化議程》，提议设立一个债务融资基金，以促进企业投资，从而填补政府预算缺口。然而，這一計劃並未與聯盟內部的社民黨與自民黨協商，導致內部矛盾加劇。自民黨得知後称该提议违反債務剎車法。
2024年10月底，總理蕭茲召開「工業峰會」，但刻意排除哈貝克與林德納。與此同時，林德納則策劃了一場「中小企業峰會」，邀請那些未受蕭茲邀請的企業代表。社民黨內部對此極為不滿，甚至將林德納的行動視為「政治宣戰」，進一步加深聯盟內部分歧。

### 《经济转型文件》
11月1日，《亮點》首次報導了一份長達18頁的自民黨政策文件，標題為《德國經濟轉型——增長與世代公平的方案》。該文件主張對現行的政策方向進行全面修訂，以避免對德國經濟造成損害。然而，其中的核心內容大多來自自民黨的傳統訴求，並與社民黨及綠黨的政策立場相左。該文件在媒體上廣泛被稱為「分手文件」。
自民黨的提案包括取消團結附加稅、降低企業稅，並徹底批評經濟部長哈貝克的經濟與氣候政策。文件中寫道：
「如果德國試圖以全球領導者自居，過快推動經濟轉型，反而會帶來不必要的經濟損失與政治動盪，這對氣候保護並無實質幫助。」
自民黨主張，德國應該成為全球減排的榜樣，即在經濟持續成長的同時減少二氧化碳排放，並透過戰略性行動推動國際減排進程。此外，該文件還呼籲放寬監管，這將直接影響社民黨推動的多項立法計劃。自民党还要求否决向乌克兰捐赠30亿欧元，以提供金牛座导弹取代之。這與蕭茲一直主張的政策不同，他支持提供30亿欧元并反对提供金牛座导弹。
對此，綠黨國會領袖卡塔琳娜·德勒格表示不以為然：「自民黨幾乎每個月都會發表立場文件，這是他們的自由，但執政聯盟不可能每次都圍繞它展開討論。」
雖然這份文件的發布時間比自民黨原定計劃提前，但據悉，該黨的目標已然達成——最大程度地激怒社民黨與綠黨。
11月3日，有關自民黨可能退出聯盟的傳聞傳至社民黨，促使執政聯盟內部對《經濟轉型文件》進行進一步討論。同日，總理蕭茲與財政部長林德納在總理府會晤。林德納建議以自民黨的政策文件為基礎，制定新的經濟政策議程，並明確表示，如果無法達成共識，就應共同推動提前大選。
11月5日，蕭茲與時任總理秘書约尔格·库基斯進行討論，探討由庫基斯接替林德納擔任財政部長的可能性。

### 自民黨「D日」文件

媒體報導自民黨關於其聯盟破裂計劃進程的“D 日進程金字塔”

德国《时代周报》和《南德意志报》報導，自民黨內部一份策略文件顯示，該黨已醞釀數週，計畫推動紅綠燈聯盟的分裂。該文件以軍事化措辭描述政治進程，例如，導致林德納遭解職的18頁經濟報告被稱為「魚雷」，選舉競選則被形容為「正面戰場」。然而，最具爭議的是，文件將報告發表日稱作「D日」，該詞在德語中專指1944年諾曼第登陸，帶有強烈的戰爭意味。當中计划讓自民党党员將致力否决任何执政联盟法案，并试图让大众相信社民党和绿党无法讓经济好转。
林德納的文件被社民党與綠黨嚴厲批評為「挑釁」，並指其立場已違背聯合政府協議。此爭議導致總理府內部爆發危機對話，甚至危及聯盟的穩定。為化解僵局，聯盟核心成員蕭茲、哈貝克與林德納於11月6日緊急會議，試圖找到折衷方案。

## 解僱

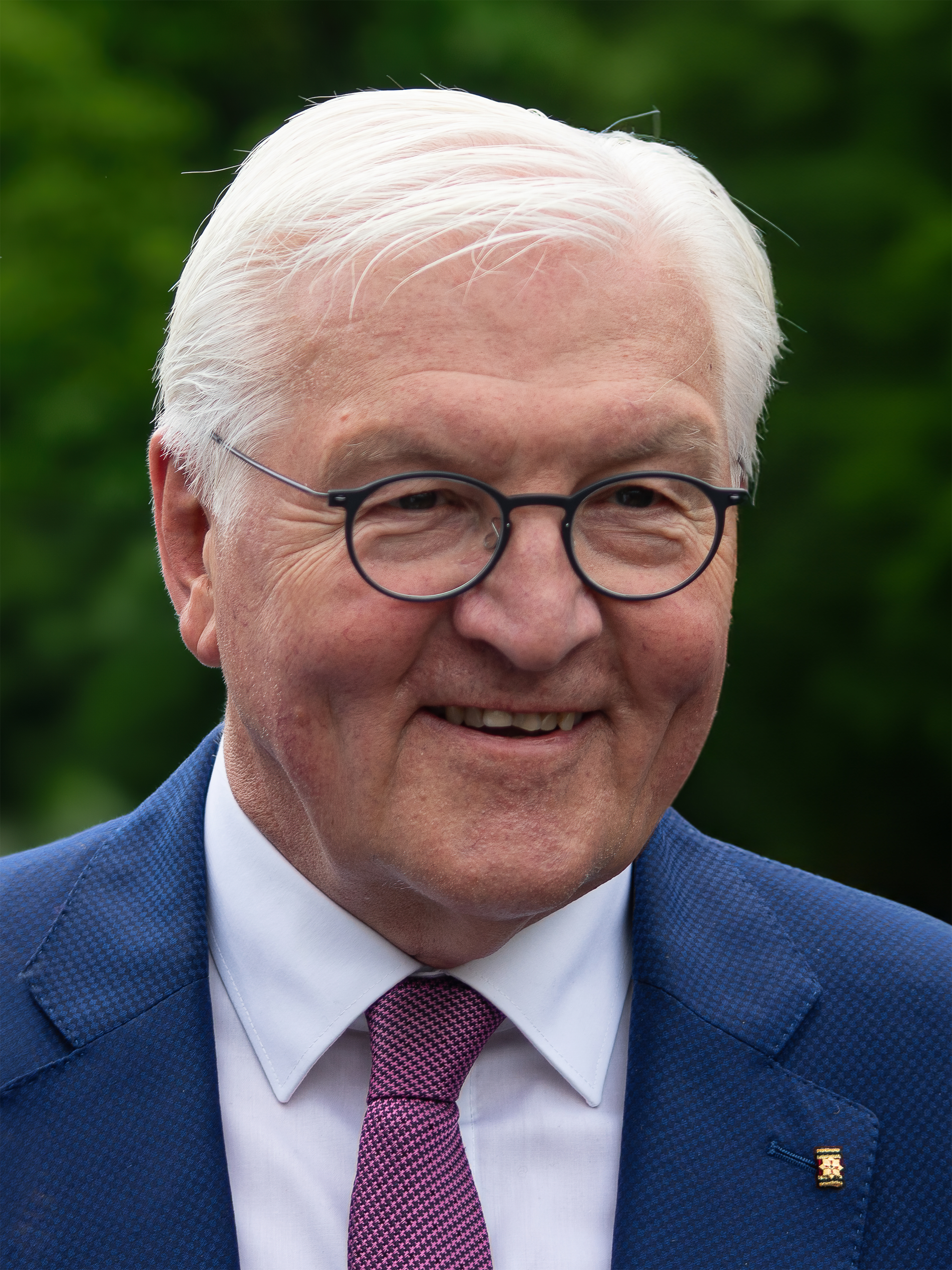
現任總統弗兰克-瓦尔特·施泰因迈尔

2024年11月6日，蕭茲、林德納與哈貝克在總理府召開緊急會議，試圖修補紅綠燈聯盟內部長期存在的分歧。
蕭茲提出了一項「經濟增長與就業議程」，主張暫停「債務剎車」以刺激經濟，並將其作為政府繼續運作的紅線。蕭茲強調，只有在此條件下，執政聯盟才能繼續運作。
然而，據報導，蕭茲在會議上對林德納提出了最後通牒，要求他同意暫停債務剎車，但林德納明確拒絕，認為這違反憲法和《德國基本法》，兩人當場發生激烈交鋒。
隨後，林德納提出提前大選的方案，希望以有序方式結束聯盟，但蕭茲當場駁回。
深夜時分，蕭茲公開發表被形容為「憤怒演說」的聲明， 宣布將以未能制定2025年预算为由，請求總統施泰因邁爾解職林德納。根據德國憲法，只有總統才能罷免聯邦部長的職務，過去通常是根據總理的要求來罷免的。這一決定如政治震撼彈，標誌著聯盟的徹底決裂。
蕭茲在聲明中強調，他別無選擇，唯有採取此措施，以防止國家陷入混亂並維持政府正常運作。
林德納則迅速回應，指控蕭茲「蓄意製造這場政治危機」，並嘲諷其講話是事先準備的政治戲碼，顯然是透過讀稿機朗讀的。
11月7日，德國總統施泰因邁爾正式免除了林德納的職務，並任命時任總理秘書庫基斯接任。然而，作為前高盛投資銀行家的庫基斯，此任命立即引發社民党內部及左翼政界人士（包括瓦根克內希特）強烈批評，質疑其財經背景與政府政策的衝突。
林德納遭解職後，自民黨內部動盪，司法部長布施曼與教育部長斯塔克-瓦茨辛格相繼辭職。交通部长福尔克·维辛則選擇退出自民黨，藉此留任，並兼任司法部長，而斯塔克-瓦茨辛格的職務則由綠黨的厄茲代米爾接替。自民黨的退出，使原本的三黨聯盟轉變為社民黨與綠黨的少數派政府，陷入執政危機。
11月8日，維辛的個人網站遭到惡意入侵，首頁被竄改為自民黨的廣告，進一步加劇了這場政治風波。

## 信任投票
11月6日，在宣布解僱林德納後，蕭茲隨即宣佈，計畫於2025年1月15日發起信任投票，以期為可能在2025年初舉行的提前大選鋪路。根據憲法第68條，若總理在投票中未能贏得聯邦議院多數的信任，他將有權請求總統解散聯邦議院。總統獲悉請求後，將有21天的時間進行考慮；若同意解散，則必須在解散日起60天內舉行臨時選舉。
根據憲法，蕭茲於2025年1月15日舉行信任投票的計畫，最遲可能引發2025年4月初的臨時大選。早在2024年11月，已有數個反對黨呼籲提前舉行信任投票，其提出的日期遠早於蕭茲的方案。支持該倡議的陣營包括中右翼的聯盟黨、極右翼的選擇黨，以及極左翼的理性和公正。
德國公共廣播聯盟進行的一項民意調查發現，有65% 的受訪者贊成立即舉行選舉。
11月8日，聯邦選舉官露絲·布蘭德對於1月舉行選舉表達憂慮，指出聖誕假期將使行政籌備工作面臨巨大挑戰。此立場獲得左翼黨支持，該黨與總理蕭茲站在同一陣線，推動延後選舉日期。
11月10日，蕭茲對於提前進行信任投票表示開放態度，並表示將依照社民黨國會領袖米策尼希與反對黨領袖兼聯盟黨黨魁梅爾茨的時間安排，以確保政治穩定。
11月12日，經過協商，社民黨與聯盟黨達成妥協，決定於2024年12月16日舉行信任投票，而選舉則定於2025年2月23日舉行，以平衡各方利益。
|  | 28.2 % |

|  | 53.8 % |

|  | 15.8 % |

|  | 2.2 % |

蕭茲於 2024 年12月11日正式向聯邦議院提交信任動議，並於12月 16 日進行表決。該動議需獲得至少 367 張贊成票才能通過，最終結果為 207 票贊成、394 票反對、116 票棄權，另有 16 名議員缺席或未投票。投票中，社民黨議員全數支持，除另有三名選擇黨議員外，所有在野黨均投下反對票。綠黨則選擇集體棄權，確保動議無法通過，同時避免直接投反對票對抗自身聯盟。
此次信任投票的解果也確定選舉將提前舉行。

## 影响和反应
绝大部分反应指责自民党的行动违反竞选承诺和多党联合政府的合作精神，同时公众与政界对蕭茲愈發不满，使德国政府的信任度大大减少，此次危机迫使德国需要新的机会，来解决政治问题。

### 社民党的影响和反应
在聯盟破裂當天，總理蕭茲批評林德納「不負責任」，稱其多次拒絕填補預算缺口和促進經濟增長的「建設性方案」，並指責林德納拒絕妥協、基於黨派考量阻撓法案，進而削弱政府行動能力，破壞合作信任。
蕭茲回顧紅綠燈聯盟的破裂時坦言，自己或許應該更早意識到與林德納的合作已無法持續。他透露，早在2024年夏天，當內閣未能就2025年聯邦預算達成協議時，他便考慮過解除林德納的職務。儘管執政聯盟面臨嚴重分歧，他仍認為「妥協」在政治中至關重要。他強調，儘管存在衝突，政府仍取得了一些重要成果，包括為聯邦國防軍設立特別基金、確保能源供應以應對俄羅斯天然氣供應中斷，以及避免經濟嚴重衰退。
11月30日，自民黨公佈「D日」文件後，蕭茲再次嚴詞批評林德納及自民黨，指責其「長期以來系統性地破壞聯邦政府運作」，目的在於阻止聯盟政府取得成功。蕭茲直言：「在當前嚴峻時局下，德國需要的是嚴肅、負責任的政治家，而不是賭徒。」他進一步強調，解職林德納是必要的舉措。
在德國公共廣播聯盟電視節目《柏林報導》中，蕭茲表示自民黨的戰略文件進一步證實了終結與自民黨合作的正當性。他指控自民黨長期以來計畫性地削弱政府穩定，並認為該文件的公開讓自民黨無法再以任何藉口辯解。

### 绿党的影响和反应
副總理哈貝克對社民黨與自民黨的相互指責保持距離，並形容聯盟破裂為「錯誤且令人遺憾」，甚至是「一場悲劇」。他認為預算爭端是「可以解決的」，但自民黨卻選擇退出。他進一步指出，德國政府因聯盟瓦解而陷入無預算狀態，將是一個「長期的沉重負擔」。

### 自民党的影响和反应
林德纳在當天的記者會上，對總理蕭茲發表的「憤怒演說」表達強烈不滿，認為該聲明清楚顯示蕭茲並未真正尋求聯盟內的共識，而是有意推動「策略性決裂」。翌日，林德納澄清自己的立場，強調他的行動是出於「國家政治責任」，並指出政治人物之間應保持互信，以確保民主機制不受損害。他同時提及「金牛座飛彈」爭議，表示自己因在聯盟委員會支持軍援烏克蘭，而遭總理撤職。
在財政議題上，林德納對蕭茲的經濟政策表示質疑，認為相關方案缺乏力度與前瞻性。他亦明確反對暫停債務剎車機制，使談判進一步陷入僵局，並呼吁基民盟領袖梅爾茨支持债务刹车。他強調，自民黨仍願意承擔執政責任，但須堅守財政紀律，因為這不僅關乎憲法原則，更是他的核心價值觀，即使這導致他被解職，他仍認為自己的立場無可動搖。
11 月 13 日，林德納在聯邦議會重申自己是財政紀律的堅定支持者，並批評總理曾向他施壓，試圖換取政治讓步。他認為，聯盟分裂是蕭茲的戰略決策，而非單純的政治分歧。同時，前司法部長馬可·布施曼亦表示，已有跡象顯示總理在有意推動「紅綠燈聯盟」的瓦解。
在皮斯托利乌斯表示不会参与总理竞选后，林德纳称“人们知道他们会得到什么，那就是没有经济好转。”
随后，林德纳对阿根廷总统哈维尔·米莱和美国企业主伊隆·马斯克表示赞赏，这又引起了自民党内部的争议。尤其是来自前司法部长洛伊瑟瑟-施纳伦伯格的批評，她将米莱描述为反国家和反女权主义者，而马斯克则是反民主的。
自民党青年支部“青年自由党”对于政府解体表示遗憾，并愤怒地施压秘書長比揚·吉爾-薩拉伊辞职。
2025年4月10日，退出自由民主党以保持任职的沃尔克·威辛表示同意自由民主党对政府破裂负责的观点。也否认D日文件是他泄露的。他还在退出自由民主党的次日向林德纳发了一封书面解释，林德纳对此没有任何答复。 威辛表示自己仍然是无意加入其他政党的自由主义者。

#### 「D日」文件爭議
自民党副主席沃尔夫冈·库比基否认以“D日”为口号推動紅綠燈聯盟的分裂。
11月18日，自民黨秘書長比揚·吉爾-薩拉伊在接受RTL與n-tv訪問時，否認使用「D日」一詞，並強調黨內領導層對該文件毫不知情。而林德納則未對文件的真實性做出否認，僅簡短回應：「我們正處於競選階段，這有什麼值得關注的？」他的反應進一步引發外界討論。
11月28日，《表傳媒》公開了一份長達八頁的文件節選，該文件標題為《D日方案與行動》，並詳細規劃了破壞聯盟的策略、媒體應對方案，以及林德納的預設發言內容。
《南德意志報》則向自民黨領導層發出質問，要求於當日下午1點30分前作出回應。然而，自民黨未即時回應，而是選擇在晚間6點正式公開完整文件。秘書長薩拉伊表示，此舉旨在「避免媒體對文件內容產生錯誤解讀」。
自民黨強調，該文件由聯邦執行董事卡斯滕·雷曼於10月24日撰寫，主要探討如何向外界傳達該黨退出政府的決策，並非正式政策文件，也未曾提交政府或議員審閱。 然而，輿論壓力仍在升高，最終，薩拉伊與雷曼於翌日宣布辭職，以承擔責任。
12月1日，前司法部長布施曼正式接任自民黨秘書長。

### 默克尔的反应
前总理默克尔评价道，“当奥拉夫·肖尔茨如此直言不讳时，观众感到有些不适。有人想：如果我们的总理如此失控，我们国家的情况该多糟糕啊。这不是尊严的典型例子。在总理办公室里你会感受到很多情绪，但对着办公室的墙壁大喊大叫比对着德国公众大喊大叫要好。”

### 反對黨的影響和反應
反对党左翼党用自由民主党的配色制作了一个网页“Banana日：林德纳大战香蕉”用于攻击自由民主党。
反對黨領袖兼聯盟黨黨魁弗里德里希·梅爾茨與選擇黨共同領袖愛麗絲·魏德爾及蒂諾·克魯帕拉敦促總理蕭茲在2024年11月11日當週提出信任投票。
理性和公正主席莎拉·瓦根克內希特則主張提前舉行大選。然而，梅爾茨拒絕提出建設性不信任投票，以避免自己在極右派選擇黨的支持下成為過渡總理。他在2024年11月13日的國會發言中，指責總理蕭茲加劇國家分裂，並對其處理信任投票的方式提出質疑。
2024年11月8日，聯邦選舉官布蘭德表達了對2025年1月舉行聯邦議會選舉的擔憂。她指出，由於聖誕假期的影響，行政準備工作難以在限期內完成，加上時間緊迫，進一步加劇了籌備難度。總理蕭茲對此表示贊同，並支持將選舉推遲。此外，反對黨左翼黨亦支持延後選舉，認為這樣做在行政與實際執行層面均較為有利。然而，聯盟黨則批評布蘭德的言論，認為她的警告變相支持了總理蕭茲的選舉時間表，甚至指控她有「政治操弄」之嫌。社民黨代表卡嘉·馬斯特則駁斥了此一指控。爭議的背景在於，布蘭德於2023年初由內政部長南希·費瑟任命為統計局局長，並因此兼任聯邦選舉主任。布蘭德在國會選舉審查委員會的特別會議上澄清，她對2025年2月舉行選舉並無異議，並認為該日期在法律上可行。
2024年12月16日，唯一的南什列斯威選民協會聯邦議員史蒂芬·賽德勒在國會宣布，他將不會對聯邦總理投下信任票。